# EARTH DEFENSE FORCE: INSECT ARMAGEDDON
『EARTH DEFENSE FORCE: INSECT ARMAGEDDON』（アースディフェンスフォース インセクトアルマゲドン）は、ディースリー・パブリッシャーより発売されたXbox 360/PlayStation 3/Windows（Steam）用サードパーソン・シューティングゲーム。

## 概要
「アメリカ生まれの地球防衛軍」として開発された。地球防衛軍シリーズのスピンオフ作品として制作されており、過去作のタイトルとの間で世界観の繋がりはない。地球防衛軍シリーズは主にサンドロットが開発を担ってきたが、今作は米国のVicious Cycle Softwareが開発を担当し、サンドロットは監修という立場にある。シリーズでは初のオンラインCO-OPに対応。
2010年にGameStopのマネージャーカンファレンス会場にて本作のバナー広告が掲載され、その後ディースリー・パブリッシャーより正式に発売が告知された。2011年7月7日にて日本で発売開始。2011年12月15日からSteamでも配信されているが日本語には対応していない。

## ゲーム内容
プレイヤーは「キャンペーンモード」、「キャンペーン・リミックスモード」、「サバイバルモード」の3種類から選択してプレイを進める。キャンペーンモードは全3チャプターに分けられており、各チャプターは5つのミッションで構成されている。キャンペーン・リミックスモードはキャンペーンモードと同じストーリーをたどっていくが、敵の配置がランダムになる。これらのモードは3段階の難易度からいずれかを選択可能。もうひとつのサバイバルモードは、トルーパーを使用して迫りくる敵から生き延びるモードである。敵を撃破していくごとWaveが経過し、敵も徐々に手ごわくなる。
キャンペーンモードとキャンペーン・リミックスモードではオンラインで3人同時プレイ可能。サバイバルモードはオンラインで6人同時プレイ可能である。また、いずれのモードでも画面分割で2人同時プレイができる。

## アーマータイプ
プレイヤーは4種のアーマータイプからひとつを選択して戦う。それぞれのアーマーにより装備できる武器や特性などが異なる。オフラインやCO-OPともに、自分および味方が倒されても近付けば蘇生することができ、チーム全員が全滅するまでプレイの続行が可能。ただしサバイバルモードのみ復活回数に制限がある。アーマータイプはスコアを得ることで最大8ランクまでレベルアップ可能で、各段階ごとに耐久値や各アーマーの特性が強化される。武器はミッション中に拾ったり、ミッションで得られるクレジットを消費して購入することができる。
トルーパー
最も基本的なアーマータイプ。飛び抜けたような特徴はないが、移動力はジェットに次いで2番目、蘇生スピードは最速、アーマーランクが上がるとリロード速度の向上が得られ、トルーパー専用の強化武器を装備可能となる。サバイバルモードではトルーパーのみ使用可能。
タクティカル
自動攻撃タレットや地雷、センサーといった設置兵器が使用可能なアーマータイプ。防御力はトルーパーより高い。
ジェット
ホバリングで高速移動し、ゲージを消費することでさらなる高速移動や空を飛びながらの空中戦も可能となる。最も機動力が高いが最も防御力が低いアーマータイプである。武器はすべてアーマーからエネルギーを供給されて使えるもので、エネルギーゲージが尽きれば完全に回復するまで飛行やリロードができなくなる。
バトル
重装甲をまとったアーマータイプ。機動力は最も低いものの防御力は最も高く、火力の高い武器を装備できる。バトルシールドを展開して敵の攻撃を遮断したり、これを攻撃に転用することができる。

## ストーリー
数千年も昔に高度な進化を遂げた昆虫種族が絶滅寸前に宇宙の彼方へ大艦隊を放った。艦隊には昆虫生命を繁殖させるための遺伝子素材と触媒が積み込まれており、生存できる惑星にたどり着いては繁殖を続けてきた。次第に銀河系では生命が生きるすべての惑星は昆虫種族によって支配されるようになり、唯一残っていた地球もついに昆虫種族に目をつけられる。
西暦20XX年、地球上の主要都市上空に突如として巨大宇宙船が多数確認された。そこから巨大な昆虫の群れ、巨大ロボット、更にはその両方が混ざったような生命体が大量に降ってきてあらゆる生物へ襲いかかった。「ラヴェジャー」と呼ばれるようになった彼らに対し、地球を守るEDFは抵抗を開始する。アメリカ合衆国のニューデトロイトで、EDFのストライクフォース・ライトニングによる決死の作戦が始まる。

## キャラクター

### 地球防衛軍 (EDF)
ストライクフォース・ライトニング
主人公ライトニング・アルファが所属するEDF作戦部隊の名称。
ライトニング・アルファ
声 - 藤井剛
本作の主人公で、ストライクフォース・ライトニングの隊長を務める。
オプス
声 - 祭田絵理
EDF所属、ライトニングチーム専任の女性オペレーター。
キッカー
ストライクフォース・ライトニングに所属する隊員。テキサス州出身。
キッド
ストライクフォース・ライトニングに所属する隊員。年齢は20代前半。
オールドマン
ストライクフォース・ライトニングに所属する隊員。部隊の中では最年長のベテラン。
キュロス
ストライクフォース・ライトニングに所属する隊員。アフリカ系アメリカ人。
インテル
声 - 一ノ渡宏昭
新種のラベジャーについての解説を担当するが、ライトニングがニューデトロイトで行うべき作戦に関して隠しており、作戦の成否にかかわらずライトニングを捨て駒にする目論みを持つ。
アークエンジェル
ゲーム開始直後にライトニング・アルファと共に戦う中年男性。地面から突然出現したアントの攻撃で戦死。
サーベル
独特の訛で話す男性兵士。ライトニング・アルファに武器を提供する。

### 乗り物
TURRET（EDF基地砲塔）
展開設置型の固定砲台。砲塔を旋回させ射撃することが可能。
機関銃・キャノン（砲）・ミサイル・対空砲の4種類が存在。機関銃型のみオーバーヒート制限がある。
TANK（EDF戦車）
EDFシリーズおなじみの戦車「E551 ギガンテス」と違い、多砲塔戦車である。3名まで搭乗可能で、主砲1門、機銃2門に付くことができる。
MECH（メックス）
EDF3でのベガルタに相当する二足歩行兵器。右腕にキャノン、左腕にガトリングを搭載しており、旋回速度も高く設定されている。デザインは北米らしく無骨なデザイン。
LANDER（EDFランダー）
兵員および物資輸送機。ラヴェンジャーに致命傷を与えるほどの機銃も搭載しており、プレイヤーはこれを操作する。

### ラヴェジャー
UFOの大船団を率いて地球にやって来た地球外生命体。

#### 巨大生物
ブル・アント
アリ型巨大生物。噛みつきと腹部から酸を噴出して攻撃する。
メタリック・アント
ブル・アントと機械が融合したサイボーグ巨大生物。
ウルフ・スパイダー
クモ型巨大生物。噛みつきと糸の噴出で攻撃する。
メタリック・スパイダー
ウルフ・スパイダーと機械が融合したサイボーグ巨大生物。
ボンバースパイダー
ダニ型巨大生物。噛みつきや突進に加えて、周囲へ酸を振りまいたり、ティックを放出するなどのバリエーションに富んだ攻撃をする。
ティック
ボンバースパイダーから生み出されるダニ型生物。目標に向かって突進し、組み付いてから自爆する。
ジャイアント・ワスプ
ハチ型巨大生物。空から酸を放つほか、組み付いて噛みつくといった行動をとる。
メタリック・ワスプ
ワスプと機械が融合したサイボーグ巨大生物。腹部からビームを発射する。
デストロイ・マンティス
カマキリと機械が融合したサイボーグ巨大生物。
クィーン・アント
ブル・アントの女王。

#### ロボット兵器
ガンシップ
ラヴェジャーの小型戦闘機。ビーム兵器を搭載している。高速で飛行することができる。
ヘクター
巨大人型兵器。両腕部に武装が搭載されている。弱点は胸部の赤い部分。
大型ヘクター
超大型のヘクター。全身は装甲に覆われておりほとんどの部位は攻撃してもダメージが通らない。胸部の装甲を破壊すると弱点が露出する。
キャリアー
巨大生物の投下が可能な輸送船。生物を分子レベルで分解してしまうプラズマ粒子爆弾を発射可能。
アシナガ
四本足で歩く巨大な歩行兵器。輸送機としての能力を持つほか、レーザー兵器を搭載している。
マザーシップ
最終ステージに登場するラヴェジャーの巨大戦艦。空一帯を完全に覆い尽くしてしまう程のサイズを誇る。

## ダウンロードコンテンツ
Xbox 360版とPS3版では「EDF:IA追加武器パックA」と「EDF:IA追加武器パックB」が配信されている。Xbox 360版では2011年7月26日より追加武器パックA、2011年8月9日より追加武器パックBが配信された。PS3版では遅れて2011年10月11日より両方の追加武器パックが配信された。
Steam版では2011年12月21日より「Earth Defense Force Tactician Advanced Tech Package」、「Earth Defense Force Aerialist Munitions Package」、「Earth Defense Force Trooper Special Issue Enforcer Package」、「Earth Defense Force Battle Armor Weapon Chest」の4種の追加武器セットが配信されている。追加される武器にはXbox 360版とPS3版では配信されていない新規のものがある。